# Soha Ali Khan
Soha Ali Khan, född 4 oktober 1978 i New Delhi, är en indisk skådespelerska. Hon är syster till skådespelaren Saif Ali Khan. Hennes far är Mansoor Ali Khan, före detta kapten för Indiens cricketlandslag och fram till 1971 nawab av Pataudi. Släkten på faderns sida har pashtunska anor. Hennes mor är skådespelerskan Sharmila Tagore.